# Domingo Ramón
Domingo Ramón (Luis Domingo Ramón Menarges; * 10. März 1958 in Crevillent) ist ein ehemaliger spanischer Hindernisläufer.
1977 holte er bei den Junioreneuropameisterschaften in Donezk Silber über 2000 Meter Hindernis.
Über 3000 Meter Hindernis schied er bei den Europameisterschaften 1978 in Prag im Vorlauf aus und gewann Silber bei den Mittelmeerspielen 1979.
Bei den Olympischen Spielen 1980 in Moskau wurde er Vierter mit seiner persönlichen Bestzeit von 8:15,74 min, und bei den Europameisterschaften 1982 in Athen gewann er Bronze.
1983 wurde er Zehnter bei den Weltmeisterschaften in Helsinki. Einer weiteren Silbermedaille bei den Mittelmeerspielen folgte ein Sieg bei den Iberoamerikanischen Meisterschaften.
Bei den Olympischen Spielen 1984 in Los Angeles wurde er Sechster, und bei den Weltmeisterschaften 1987 in Rom scheiterte er im Vorlauf.
Viermal wurde er Spanischer Meister über 3000 Meter Hindernis (1980, 1982–1984).